# Micromesomma cowani
Genre
Espèce
Micromesomma cowani, unique représentant du genre Micromesomma,  est une espèce d'araignées mygalomorphes de la famille des Migidae.

## Distribution
Cette espèce est endémique de Madagascar.

## Description
Les femelles mesurent de 16,5 à 19,4 mm.

## Étymologie
Cette espèce est nommée en l'honneur de William Deans Cowan.

## Publication originale
- Pocock, 1895 : Descriptions of new genera and species of trap-door spiders belonging to the group Trionychi. Annals and Magazine of Natural History, sér. 6, vol. 16, p. 187-197 (texte intégral).